# Meum dalechampii
Meum dalechampii är en flockblommig växtart som beskrevs av Michele Tenore. Meum dalechampii ingår i släktet björnrötter, och familjen flockblommiga växter. Inga underarter finns listade i Catalogue of Life.